# Until the Quiet Comes
Until the Quiet Comes je čtvrté studiové album amerického hudebníka Flying Lotuse, které vydalo v září roku 2012 hudební vydavatelství Warp Records. Coby hostující zpěváci se na albu představili například Thom Yorke, Laura Darlington či Erykah Badu. V žebříčku Billboard 200 se album umístilo na 34. příčce.

## Seznam skladeb
| Pořadí | Název                                                | Autor                                   | Délka |
| ------ | ---------------------------------------------------- | --------------------------------------- | ----- |
| 1.     | All In                                               | Steven Ellison                          | 2:59  |
| 2.     | Getting There (feat. Niki Randa)                     | Ellison, Randa                          | 1:49  |
| 3.     | Until the Colours Come                               | Ellison                                 | 1:07  |
| 4.     | Heave(n)                                             | Ellison                                 | 2:22  |
| 5.     | Tiny Tortures                                        | Ellison                                 | 3:03  |
| 6.     | All the Secrets                                      | Ellison                                 | 1:56  |
| 7.     | Sultan's Request                                     | Ellison                                 | 1:42  |
| 8.     | Putty Boy Strut                                      | Ellison                                 | 2:53  |
| 9.     | See Thru to U (feat. Erykah Badu)                    | Ellison, Erica Wright                   | 2:24  |
| 10.    | Until the Quiet Comes                                | Ellison                                 | 2:11  |
| 11.    | DMT Song (feat. Thundercat)                          | Stephen Bruner, Austin Peralta, Ellison | 1:19  |
| 12.    | The Nightcaller                                      | Sam Baker, Ellison                      | 3:29  |
| 13.    | Only If You Wanna                                    | Bruner, Ellison                         | 1:42  |
| 14.    | Electric Candyman (feat. Thom Yorke)                 | Ellison, Thom Yorke                     | 3:32  |
| 15.    | Hunger (feat. Niki Randa)                            | Ellison, Jonny Greenwood, Randa         | 3:39  |
| 16.    | Phantasm (feat. Laura Darlington)                    | Laura Darlington, Ellison               | 3:51  |
| 17.    | me Yesterday//Corded                                 | Ellison                                 | 4:39  |
| 18.    | Dream to Me                                          | Ellison                                 | 1:36  |
| 19.    | The Things You Left (bonus na japonském vydání alba) | Ellison                                 | 2:49  |